# Bologna Football Club 1984-1985
Questa voce raccoglie le informazioni riguardanti il Bologna Football Club  nelle competizioni ufficiali della stagione 1984-1985.

## Stagione
Il Bologna si è piazzato al nono posto con 36 punti nel campionato di Serie B 1984-1985, a pari punti con Cesena, Sambenedettese, Monza e Campobasso. Inizia il torneo cadetto affidato all'allenatore Pietro Santin, ma dopo un litigio in allenamento con il suo calciatore Domenico Marocchino, il 16 ottobre 1984 viene sostituito da Bruno Pace, ex rossoblù della metà degli anni Sessanta, in sella a partire dalla sesta giornata.

Da sinistra: il tecnico Pace, appena subentrato sulla panchina petroniana, esulta con il neoacquisto Marocchino e il fromboliere Frutti per la vittoria interna sulla del 21 ottobre 1984.

In Coppa Italia il Bologna non va oltre il primo turno nel secondo girone eliminatorio, dietro a Inter e Pisa, qualificate al turno successivo, e all'Avellino, e davanti a Francavilla e SPAL. Il miglior marcatore stagionale bolognese è stato Sauro Frutti autore di 8 reti, delle quali 3 in Coppa Italia e 5 in campionato.

## Divise e sponsor
Lo sponsor tecnico per la stagione 1984-85 fu Ennerre, mentre lo sponsor ufficiale fu Ebano.
| Casa | Trasferta | 1ª portiere | 2ª portiere |

## Organigramma societario
Area direttiva
- Presidente: Giuseppe Brizzi

Staff tecnico
- Allenatore: Pietro Santin esonerato il 16 ottobre 1984 e sostituito da Bruno Pace[3]
- Medico: Giampaolo Dalmastri
- Massaggiatore: Romano Carati

## Rosa
| N. |                   | Ruolo | Calciatore          |
| -- | ----------------- | ----- | ------------------- |
|    | Italia (bandiera) | P     | Giuseppe Zinetti    |
|    | Italia (bandiera) | P     | Vincenzo Tortora    |
|    | Italia (bandiera) | D     | Fabio Ferri         |
|    | Italia (bandiera) | D     | Antonio Logozzo     |
|    | Italia (bandiera) | D     | Vincenzo Romano     |
|    | Italia (bandiera) | D     | Roberto Bombardi    |
|    | Italia (bandiera) | D     | Giacomo Piangerelli |
|    | Italia (bandiera) | D     | Gianluca Luppi      |
|    | Italia (bandiera) | D     | Franco Fabbri       |
|    | Italia (bandiera) | C     | Marcello Giglio     |

| N. |                   | Ruolo | Calciatore          |
| -- | ----------------- | ----- | ------------------- |
|    | Italia (bandiera) | C     | Giuseppe Greco      |
|    | Italia (bandiera) | C     | Riccardo Bellotto   |
|    | Italia (bandiera) | C     | Francesco Gazzaneo  |
|    | Italia (bandiera) | C     | Fabrizio Foglietti  |
|    | Italia (bandiera) | C     | Livio Pin           |
|    | Italia (bandiera) | C     | Domenico Marocchino |
|    | Italia (bandiera) | C     | Giancarlo Marocchi  |
|    | Italia (bandiera) | C     | Vittorio Zerpelloni |
|    | Italia (bandiera) | A     | Lorenzo Marronaro   |
|    | Italia (bandiera) | A     | Sauro Frutti        |

## Risultati

### Serie B

#### Girone di andata
| Arbitro: | D'Innocenzo (Roma) |

|                           |           |  |
| Pradella 14’ Sorbello 55’ | Marcatori |  |

| Arbitro: | Esposito (Torre del Greco) |

|                         |           |                                 |
| Marocchi 19’ Frutti 77’ | Marcatori | 13’ Armenise 39’ (aut.) Logozzo |

| San Benedetto del Tronto 30 settembre 1984 3ª giornata | Sambenedettese | 0 – 0 | Bologna | Stadio Fratelli Ballarin\| Arbitro: \| Luci (Firenze) \| |
| Arbitro:                                               | Luci (Firenze) |       |         |                                                          |

| Arbitro: | Ballerini (La Spezia) |

|                |           |  |
| Marocchino 77’ | Marcatori |  |

| Empoli 14 ottobre 1984 5ª giornata | Empoli          | 0 – 0 | Bologna | Stadio Carlo Castellani\| Arbitro: \| Ongaro (Rovigo) \| |
| Arbitro:                           | Ongaro (Rovigo) |       |         |                                                          |

| Arbitro: | D'Elia (Salerno) |

|                                          |           |                           |
| Marocchi 21’ Greco 60’ (rig.) Frutti 69’ | Marcatori | 33’ De Giorgis 42’ Romano |

| Perugia 28 ottobre 1984 7ª giornata | Perugia         | 0 – 0 | Bologna | Stadio Renato Curi\| Arbitro: \| Magni (Bergamo) \| |
| Arbitro:                            | Magni (Bergamo) |       |         |                                                     |

| Arbitro: | Pirandola (Lecce) |

|          |           |            |
| Ferri 8’ | Marcatori | 90’ G. Pin |

| Campobasso 11 novembre 1984 9ª giornata | Campobasso          | 0 – 0 | Bologna | Stadio Giovanni Romagnoli\| Arbitro: \| Bruschini (Firenze) \| |
| Arbitro:                                | Bruschini (Firenze) |       |         |                                                                |

| Arbitro: | Casarin (Milano) |

|                             |           |  |
| Frutti 3’ Doveri 30’ (aut.) | Marcatori |  |

| Arbitro: | Bianciardi (Siena) |

|             |           |  |
| Polenta 20’ | Marcatori |  |

| Arbitro: | Magni (Bergamo) |

|              |           |                          |
| Marocchi 39’ | Marcatori | 15’ Auteri 67’ Chiappino |

| Lecce 9 dicembre 1984 13ª giornata | Lecce               | 0 – 0 | Bologna | Stadio Via del Mare\| Arbitro: \| Coppetelli (Tivoli) \| |
| Arbitro:                           | Coppetelli (Tivoli) |       |         |                                                          |

| Arbitro: | Lamorgese (Potenza) |

|           |           |               |
| Bolis 27’ | Marcatori | 40’ Marronaro |

| Arbitro: | Esposito (Torre del Greco) |

|                         |           |  |
| Marronaro 75’ Ferri 84’ | Marcatori |  |

| Arbitro: | Ongaro (Rovigo) |

|  |           |          |
|  | Marcatori | 84’ Poli |

| Arbitro: | Pirandola (Lecce) |

|             |           |  |
| Roselli 75’ | Marcatori |  |

| Arbitro: | Greco (Lecce) |

|                  |           |  |
| Greco 56’ (rig.) | Marcatori |  |

| Cesena 27 gennaio 1985 19ª giornata | Cesena            | 0 – 0 | Bologna | Stadio La Fiorita\| Arbitro: \| Tuveri (Cagliari) \| |
| Arbitro:                            | Tuveri (Cagliari) |       |         |                                                      |

#### Girone di ritorno
| Arbitro: | Luci (Firenze) |

|                          |           |  |
| Greco 80’ Marocchino 83’ | Marcatori |  |

| Arbitro: | Pairetto (Torino) |

|                                                   |           |  |
| Giovannelli 31’ Kieft 82’ Berggreen 86’ Galli 90’ | Marcatori |  |

| Arbitro: | Sguizzato (Verona) |

|              |           |  |
| Marocchi 61’ | Marcatori |  |

| Arbitro: | Leni (Perugia) |

|                                                  |           |  |
| Bergossi 25’ Lopez 76’ Bivi 82’ A. Piraccini 89’ | Marcatori |  |

| Bologna 10 marzo 1985 24ª giornata | Bologna           | 0 – 0 | Empoli | Stadio Renato Dall'Ara\| Arbitro: \| Pairetto (Torino) \| |
| Arbitro:                           | Pairetto (Torino) |       |        |                                                           |

| Arbitro: | Bruschini (Firenze) |

|             |           |  |
| Braghin 67’ | Marcatori |  |

| Arbitro: | Redini (Pisa) |

|            |           |                           |
| Frutti 46’ | Marcatori | 31’ Massi 77’ V. Graziani |

| Arbitro: | Gabbrielli (Prato) |

|            |           |  |
| Macina 75’ | Marcatori |  |

| Arbitro: | D'Innocenzo (Roma) |

|                            |           |                    |
| V. Romano 50’ Marocchi 70’ | Marcatori | 67’, 87’ O. Tacchi |

| Arezzo 14 aprile 1985 29ª giornata | Arezzo            | 0 – 0 | Bologna | Stadio Comunale\| Arbitro: \| Tuveri (Cagliari) \| |
| Arbitro:                           | Tuveri (Cagliari) |       |         |                                                    |

| Arbitro: | Da Pozzo (Monza) |

|                  |           |             |
| Greco 25’ (rig.) | Marcatori | 36’ Coppola |

| Genova 28 aprile 1985 31ª giornata | Genoa                       | 0 – 0 | Bologna | Stadio Luigi Ferraris\| Arbitro: \| Pellicanò (Reggio Calabria) \| |
| Arbitro:                           | Pellicanò (Reggio Calabria) |       |         |                                                                    |

| Arbitro: | Ballerini (La Spezia) |

|              |           |              |
| Marocchi 47’ | Marcatori | 81’ Paciocco |

| Arbitro: | Bruschini (Firenze) |

|                         |           |  |
| Frutti 7’ Marronaro 82’ | Marcatori |  |

| Taranto 19 maggio 1985 34ª giornata | Taranto         | 0 – 0 | Bologna | Stadio Erasmo Iacovone\| Arbitro: \| Ongaro (Rovigo) \| |
| Arbitro:                            | Ongaro (Rovigo) |       |         |                                                         |

| Arbitro: | Pairetto (Torino) |

|                         |           |  |
| Pusceddu 60’ Crusco 82’ | Marcatori |  |

| Bologna 2 giugno 1985 36ª giornata | Bologna            | 0 – 0 | Pescara | Stadio Renato Dall'Ara\| Arbitro: \| Bianciardi (Siena) \| |
| Arbitro:                           | Bianciardi (Siena) |       |         |                                                            |

| Arbitro: | Coppetelli (Tivoli) |

|  |           |              |
|  | Marcatori | 82’ Gazzaneo |

| Bologna 16 giugno 1985 38ª giornata | Bologna            | 0 – 0 | Cesena | Stadio Renato Dall'Ara\| Arbitro: \| Gabbrielli (Prato) \| |
| Arbitro:                            | Gabbrielli (Prato) |       |        |                                                            |

### Coppa Italia

#### Primo turno
| Bologna 22 agosto 1984 1ª giornata | Bologna            | 0 – 0 | Avellino | Stadio Renato Dall'Ara\| Arbitro: \| Sguizzato (Verona) \| |
| Arbitro:                           | Sguizzato (Verona) |       |          |                                                            |

| Bologna 25 agosto 1984 2ª giornata | Bologna           | 0 – 0 | SPAL | Stadio Renato Dall'Ara\| Arbitro: \| Frigerio (Milano) \| |
| Arbitro:                           | Frigerio (Milano) |       |      |                                                           |

| Arbitro: | Da Pozzo (Monza) |

|                           |           |            |
| Armenise 67’ Baldieri 77’ | Marcatori | 90’ Frutti |

| Arbitro: | Ballerini (La Spezia) |

|  |           |               |
|  | Marcatori | 36’ Altobelli |

| Arbitro: | Greco (Lecce) |

|                               |           |                               |
| Nobili 18’ (rig.) Magnini 65’ | Marcatori | 2’ Marocchino 13’, 61’ Frutti |

## Statistiche

### Statistiche di squadra
| Competizione | Punti | In casa | In casa | In casa | In casa | In casa | In casa | In trasferta | In trasferta | In trasferta | In trasferta | In trasferta | In trasferta | Totale | Totale | Totale | Totale | Totale | Totale | DR |
| Competizione | Punti | G       | V       | N       | P       | Gf      | Gs      | G            | V            | N            | P            | Gf           | Gs           | G      | V      | N      | P      | Gf     | Gs     | DR |
| ------------ | ----- | ------- | ------- | ------- | ------- | ------- | ------- | ------------ | ------------ | ------------ | ------------ | ------------ | ------------ | ------ | ------ | ------ | ------ | ------ | ------ | -- |
| Serie B      | 36    | 19      | 8       | 8       | 3       | 23      | 14      | 19           | 1            | 10           | 8            | 2            | 17           | 38     | 9      | 18     | 11     | 25     | 31     | -6 |
| Coppa Italia | 4     | 3       | 0       | 2       | 1       | 0       | 1       | 2            | 1            | 0            | 1            | 4            | 4            | 5      | 1      | 2      | 2      | 4      | 5      | -1 |
| Totale       |       | 22      | 8       | 10      | 4       | 23      | 15      | 21           | 2            | 10           | 9            | 6            | 21           | 43     | 10     | 20     | 13     | 29     | 36     | -7 |

### Statistiche dei giocatori
| Giocatore      | Serie B  | Serie B | Serie B     | Serie B    | Coppa Italia | Coppa Italia | Coppa Italia | Coppa Italia | Totale   | Totale | Totale      | Totale     |
| Giocatore      | Presenze | Reti    | Ammonizioni | Espulsioni | Presenze     | Reti         | Ammonizioni  | Espulsioni   | Presenze | Reti   | Ammonizioni | Espulsioni |
| -------------- | -------- | ------- | ----------- | ---------- | ------------ | ------------ | ------------ | ------------ | -------- | ------ | ----------- | ---------- |
| R. Bellotto    | 1        | 0       | ?           | ?          | ?            | ?            | ?            | ?            | 1+       | 0+     | ?           | ?          |
| R. Bombardi    | 32       | 0       | ?           | ?          | ?            | ?            | ?            | ?            | 32+      | 0+     | ?           | ?          |
| F. Fabbri      | 24       | 0       | ?           | ?          | ?            | ?            | ?            | ?            | 24+      | 0+     | ?           | ?          |
| F. Ferri       | 35       | 2       | ?           | ?          | ?            | ?            | ?            | ?            | 35+      | 2+     | ?           | ?          |
| F. Foglietti   | 9        | 0       | ?           | ?          | ?            | ?            | ?            | ?            | 9+       | 0+     | ?           | ?          |
| S. Frutti      | 34       | 5       | ?           | ?          | ?            | ?            | ?            | ?            | 34+      | 5+     | ?           | ?          |
| F. Gazzaneo    | 34       | 1       | ?           | ?          | ?            | ?            | ?            | ?            | 34+      | 1+     | ?           | ?          |
| G. Greco       | 34       | 4       | ?           | ?          | ?            | ?            | ?            | ?            | 34+      | 4+     | ?           | ?          |
| A. Logozzo     | 34       | 0       | ?           | ?          | ?            | ?            | ?            | ?            | 34+      | 0+     | ?           | ?          |
| G. Luppi       | 20       | 0       | ?           | ?          | ?            | ?            | ?            | ?            | 20+      | 0+     | ?           | ?          |
| G. Marocchi    | 35       | 6       | ?           | ?          | ?            | ?            | ?            | ?            | 35+      | 6+     | ?           | ?          |
| D. Marocchino  | 22       | 2       | ?           | ?          | ?            | ?            | ?            | ?            | 22+      | 2+     | ?           | ?          |
| L. Marronaro   | 35       | 3       | ?           | ?          | ?            | ?            | ?            | ?            | 35+      | 3+     | ?           | ?          |
| G. Piangerelli | 29       | 0       | ?           | ?          | ?            | ?            | ?            | ?            | 29+      | 0+     | ?           | ?          |
| L. Pin         | 13       | 0       | ?           | ?          | ?            | ?            | ?            | ?            | 13+      | 0+     | ?           | ?          |
| V. Romano      | 37       | 1       | ?           | ?          | ?            | ?            | ?            | ?            | 37+      | 1+     | ?           | ?          |
| V. Tortora     | 1        | 0       | ?           | ?          | ?            | ?            | ?            | ?            | 1+       | 0+     | ?           | ?          |
| V. Zerpelloni  | 22       | 0       | ?           | ?          | ?            | ?            | ?            | ?            | 22+      | 0+     | ?           | ?          |
| G. Zinetti     | 38       | -31     | ?           | ?          | ?            | ?            | ?            | ?            | 38+      | -31+   | ?           | ?          |